# Christoph Junghans
Christoph Junghans es un físico computacional e investigador estadounidense nacido en Alemania que trabaja en modelos a escalas múltiples y codiseño computacional. Actualmente es el líder del grupo de informática aplicada  en el Laboratorio Nacional de Los Álamos .

## Carrera
Nacido en Merseburg, estudió en la Universidad de Leipzig y en la Universidad de Maguncia (donde obtuvo su doctorado en 2010). Durante sus estudios de posgrado trabajó en Forschungszentrum Jülich  y en IBM Systems & Technology Group. Junghans se unió al Laboratorio Nacional de Los Álamos en 2011 como postdoctorado de la división teórica, convirtiéndose en empleado fijo en 2014 en el grupo de informática aplicada. En 2021 se convirtió en líder de este grupo después de haber servido como líder adjunto del mismo durante dos años y medio. Durante ese periodo y hasta su naturalización, fue uno de los pocos gerentes extranjeros en el Laboratorio Nacional de Los Álamos.
Junghans es uno de los autores del paquete de software VOTCA y colabora en más de cien proyectos de código abierto  incluyendo Gromacs, LAMMPS y Gentoo Linux. Sus publicaciones más citadas se centran en el modelado a escalas múltiples y en el estudio de la agregación de polímeros utilizando métodos Monte Carlo, así como al desarrollo de métodos para dinámica molecular en general.

## Vida personal
Está casado con Ann Junghans .